# Нортуич Виктория
«Но́ртуич Викто́рия» (англ. Northwich Victoria Football Club) — английский футбольный клуб из Нортуича, Чешир. Основан в 1874 году. Домашние матчи проводит на стадионе «Таунфилд». В настоящий момент выступает в Лиге северо-западных графств, девятой по значимости лиге в системе футбольных лиг Англии.
«Нортуич», основанный в 1874 году, назван в честь царствующего монарха в то время, королевы Виктории, и является одним из 100 старейших футбольных клубов в мире, и одним из 50 в Англии, до сих пор существующим. «Нортуич» за свою историю участвовал в основании нескольких английских футбольных лиг. Название клуба уникально тем, что это единственная оставшаяся британская команда с именем царствовавшего монарха в названии.